# Barbara (2012)
Barbara is een Duitse film van Christian Petzold die werd uitgebracht in 2012.  
Petzold kreeg de Zilveren Beer voor beste regisseur op het Internationaal filmfestival van Berlijn in 2012.

## Verhaal
Oost-Duitsland, de zomer van 1980. De kinderchirurg Barbara Wolff wil haar vaderland verlaten en dient een aanvraag voor een uitreisvisum in. Die wordt echter door de overheid geweigerd omdat die vermoedt dat de jonge arts naar het Westen wil overlopen. Daarop wordt ze naar de provincie overgeplaatst. Barbara moet haar functie in het befaamde Oost-Berlijnse ziekenhuis de Charité opgeven en gaan werken in het bescheiden ziekenhuis van een klein stadje, ergens ver weg aan de Oostzee. 
Barbara koestert de hoop dat haar minnaar Jörg, die in Düsseldorf in West-Duitsland woont, haar ontsnapping kan regelen. Ze wacht op een geschikt moment, ze leidt een teruggetrokken leven, alleen voor haar patiënten op de afdeling kinderchirurgie toont ze affectie. André Reiser, haar overste, apprecieert haar inzet. De sfeer van professioneel vertrouwen die hij creëert, zijn kleine attenties, zijn glimlach, de aandacht die hij haar schenkt brengen haar geleidelijk in de war. Ze vraagt zich af of hij verliefd is op haar maar evenzeer of hij misschien wel spioneert voor de Stasi. Barbara raakt van streek. Meer en meer is ze geïntrigeerd door André en voelt ze zich aangetrokken tot hem. Ondertussen komt de geplande vlucht dichterbij.

## Rolverdeling
| Acteur              | Personage                               |
| ------------------- | --------------------------------------- |
| Nina Hoss           | Barbara Wolff                           |
| Ronald Zehrfeld     | André Reiser, de hoofdarts              |
| Rainer Bock         | Stasi-officier Klaus Schütz             |
| Jasna Fritzi Bauer  | Stella                                  |
| Christina Hecke     | Karin, een collega van barbara en André |
| Mark Waschke        | Jörg, de minnaar van Barbara            |
| Peter Benedict      | Gerhard, de collega van Jörg            |
| Jannik Schümann     | Mario, de jonge patiënt                 |
| Alicia von Rittberg | Angie                                   |